# (5703) Hevelius
(5703) Hevelius est un astéroïde de la ceinture principale découvert le 15 novembre 1931 par l'astronome allemand Karl Wilhelm Reinmuth.
Il tire son nom du célèbre astronome Johannes Hevelius.

## Historique
Le lieu de découverte, par l'astronome allemand Karl Wilhelm Reinmuth, est Heidelberg (024).
Sa désignation provisoire, lors de sa découverte le 15 novembre 1931, était 1931 VS.